# 노트르담 드 라 가르드 성당
노트르담 드 라 가르드 성당(Basilique Notre-Dame-de-la-Garde)은 프랑스 마르세유에 위치한 로마 가톨릭 교회의 성당이며, 도시의 상징으로도 유명하다. 마르세유에서 가장 많이 방문하는 성모 승천의 순례지이기도 하다.